# V-Bus

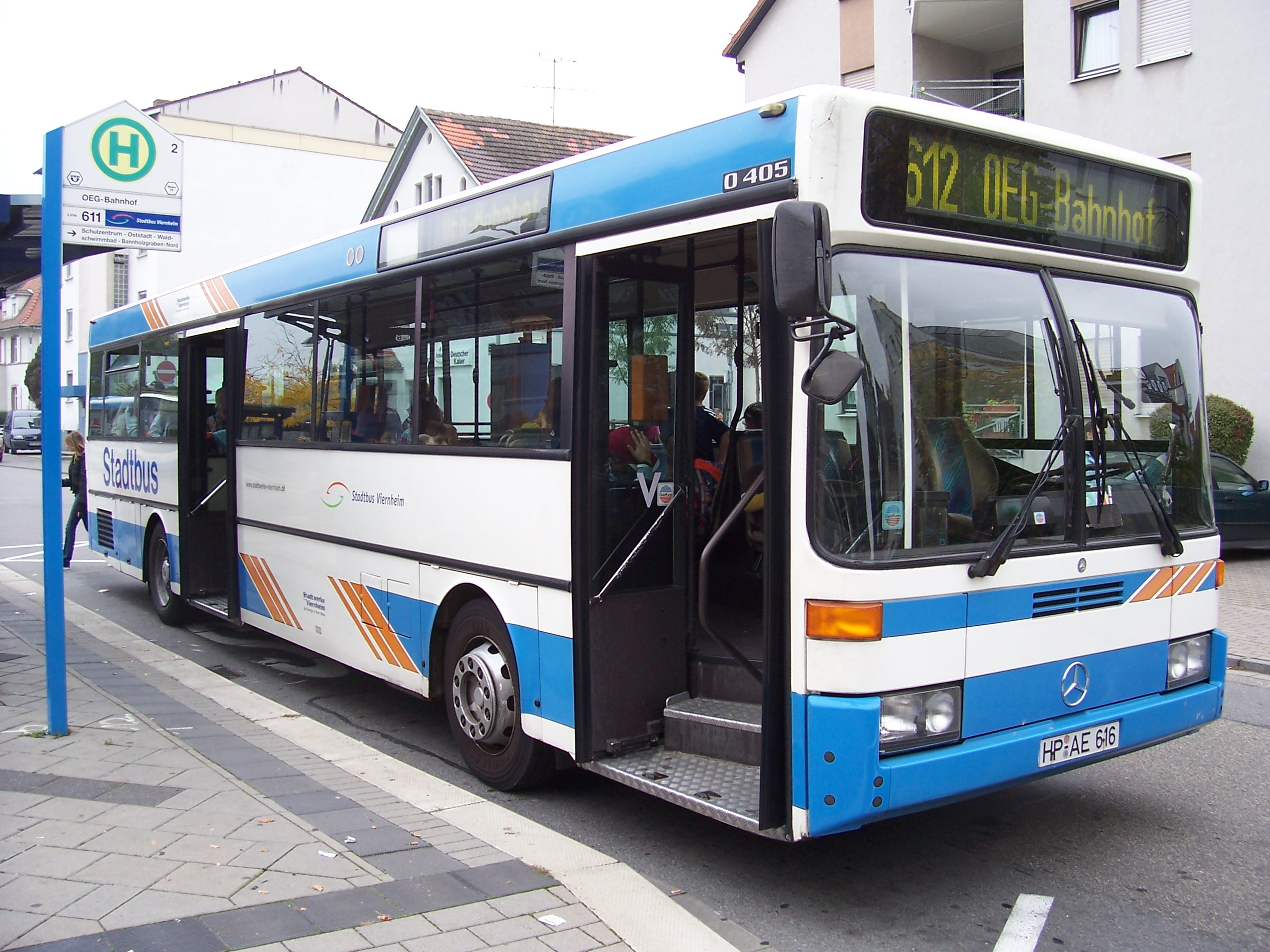
Viernheimer Stadtbus von V-Bus

V-Bus GmbH ist ein Verkehrsunternehmen mit Sitz in Lampertheim, das im Rhein-Neckar-Raum öffentlichen Personennahverkehr betreibt.
Das Unternehmen ist eine Tochtergesellschaft der Rhein-Neckar-Verkehr GmbH (RNV) und ist Ende 2005 durch Übernahme des Unternehmens Reisedienst Oskar Mühlhäuser entstanden. Die Fahrzeuge werden auf dem  Betriebshof und in der Werkstatt  in Lampertheim unterhalten und gewartet.
V-Bus fuhr als Nachfolger Mühlhäusers im Auftrag der Stadtwerke Viernheim GmbH die Viernheimer Stadtbuslinien 611 und 612 und betrieb in eigener Regie die Buslinie 688 zwischen Weinheim, Birkenau und Nieder-Liebersbach.
Seit der Übernahme werden diverse Leistungen auf Linien der RNV-Muttergesellschaften erbracht. Von September 2005 bis zum 31. Dezember 2009 wurden z. B. die Buslinien 629 und 630 zwischen Heddesheim und Hirschberg komplett im Auftrag der RNV bzw. MVV OEG AG gefahren. Auch im Veranstaltungsverkehr wird V-Bus von der RNV eingesetzt.
Im März 2007 erhielt V-Bus den Zuschlag für das vom VRN ausgeschriebene Linienbündel Odenwald-Mitte im Landkreis Bergstraße mit den Linien 667, 668, 684, 687 und 689. Diese Linien wurden von seit dem 1. April 2007 in Kooperation mit drei regionalen Busunternehmen betrieben.
Bis April 2015 fuhr V-Bus auch im Werkslinienverkehr der BASF Ludwigshafen.
2012 wurde V-Bus mit Beth verschmolzen, 2017 der Sitz von Viernheim nach Lampertheim verlegt.